# Partia Narodowej Wolności
Partia Narodowej Wolności (PARNAS, ros. Партия народной свободы, ПАРНАС) powstała w 1990 roku jako Republikańska Partia Rosji. Republikańska Partia Rosji była zapleczem politycznym Borysa Jelcyna, obecnie jest częścią sojuszu demokratycznego Inna Rosja. Na czele partii stał Władimir Ryżkow.
Od 2012 pod nazwą „Republikańska Partia Rosji - Partia Narodowej Wolności” (RPR-PARNAS).
Od 2015 pod nazwą „Partia Narodowej Wolności” (PARNAS), na czele partii stał Michaił Kasjanow.
W maju 2023 partia została zdelegalizowana przez Sąd Najwyższy Rosji.